# Marquesado de Talamanca
Marquesado de Talamanca, título de nobleza hereditario del Reino de Guatemala, otorgado en 1666 por la reina regente Mariana de Austria a Rodrigo Arias Maldonado y Góngora. Se extinguió porque el agraciado había ingresado al claustro como fray Rodrigo de la Cruz y ninguno de sus parientes pagó el servicio de lanzas ni reclamó derechos sobre el título. 